# Säynäjäjärvi (sjö i Lappland, lat 66,73, long 24,03)
Säynäjäjärvi är den södra delen av sjön Pellojärvi i Finland.   Den ligger i landskapet Lappland, i den norra delen av landet, 700 km norr om huvudstaden Helsingfors.